# Scharnhorststraße (Berlin-Mitte)
Die Scharnhorststraße ist eine Straße im Berliner Ortsteil Mitte des gleichnamigen Bezirks. Sie ist nach dem preußischen General und Heeresreformer Gerhard von Scharnhorst benannt. Sie ist eine Parallelstraße der Chausseestraße und verläuft von der Invalidenstraße zur Boyenstraße.

## Geschichte
Die Straße ist bereits auf dem Stadtplan von Daniel Friedrich Sotzmann aus dem Jahr 1798 gut zu erkennen, wo sie am Invalidenhaus vorbei führt. Von 1733 bis 1860 hieß sie Kirschallee und erhielt am 26. Oktober 1860 ihren heutigen Namen.
Früher reichte die Straße nach Norden bis zum westlichen Panke-Arm an der Kieler Straße. Mit dem Mauerbau 1961 endete die Straße in Ost-Berlin an der Boyenstraße; der durch die Mauer abgetrennte kurze Abschnitt auf West-Berliner Gebiet wurde mit der Kieler Straße unter dem Straßennamen An der Kieler Brücke zusammengefasst.
An der Scharnhorststraße stand das 1850–1853 erbaute Garnisonlazarett, das zu den ältesten Berliner Krankenhäusern gehörte. Zu DDR-Zeiten befand sich hier das Polizeikrankenhaus. Heute steht an seiner Stelle das Bundeswehrkrankenhaus Berlin.
Ebenfalls an der Scharnhorststraße liegt der Invalidenfriedhof, auf dem prominente Persönlichkeiten der deutschen Geschichte, wie zum Beispiel Gerhard von Scharnhorst und Manfred von Richthofen, beerdigt sind.
An der Ecke zur Invalidenstraße befindet sich das Bundesministerium für Wirtschaft und Energie. Das Ministerium nutzt die vorhandenen Gebäude des ehemaligen Invalidenhauses sowie die ursprünglich für die Kaiser-Wilhelms-Akademie für das militärärztliche Bildungswesen errichteten Bauten. Ein Teil davon diente in der DDR als Regierungskrankenhaus, bis Anfang der 1970er Jahre auch als Sitz des Obersten Gerichts der DDR. Es wird vermutet, dass die 1973 erbauten Garagen für das damalige Regierungskrankenhaus zwischen den Häusern 29 und 30 auf dem Grabfeld 1 des Invalidenfriedhofs auf einem Sammelgrab für 1866 im Deutschen Krieg gefallene 49 preußische, 32 österreichische und drei sächsische Soldaten gebaut wurden. Nach der politischen Wende wurden hier Wohnungs- und Bürogebäude errichtet; ein Teil wird als Erweiterungsfläche für das Ministerium freigehalten.
Die Straße hat Relevanz hinsichtlich der deutschen Teilung: Westlich der Straße begann das Grenzgebiet, die Straße selbst konnte aber benutzt werden und wurde von der Buslinie 57 befahren. An der Stelle, an der sich heute der Invalidenpark befindet, standen zu DDR-Zeiten die Baracken der Grenzkommandos. In der angrenzenden Invalidenstraße zwischen Scharnhorststraße und Sandkrugbrücke befand sich einer der größten Grenzübergänge während der deutschen Teilung.
Auch heute befinden sich in der Gegend zwischen Habersaathstraße und Scharnhorststraße noch zwei Plattenbauten des ostdeutschen Typs WBS 70. Die beiden Gebäude verleihen der Gegend ein nostalgisches Flair und werden gelegentlich für Dreharbeiten genutzt.
Die Straße ist in beide Richtungen befahrbar, wegen der vielen auf und an der Straße spielenden Kinder wurde die Höchstgeschwindigkeit auf 30 km/h reduziert. An der Scharnhorststraße steht außerdem einer der Berliner Straßenbrunnen.

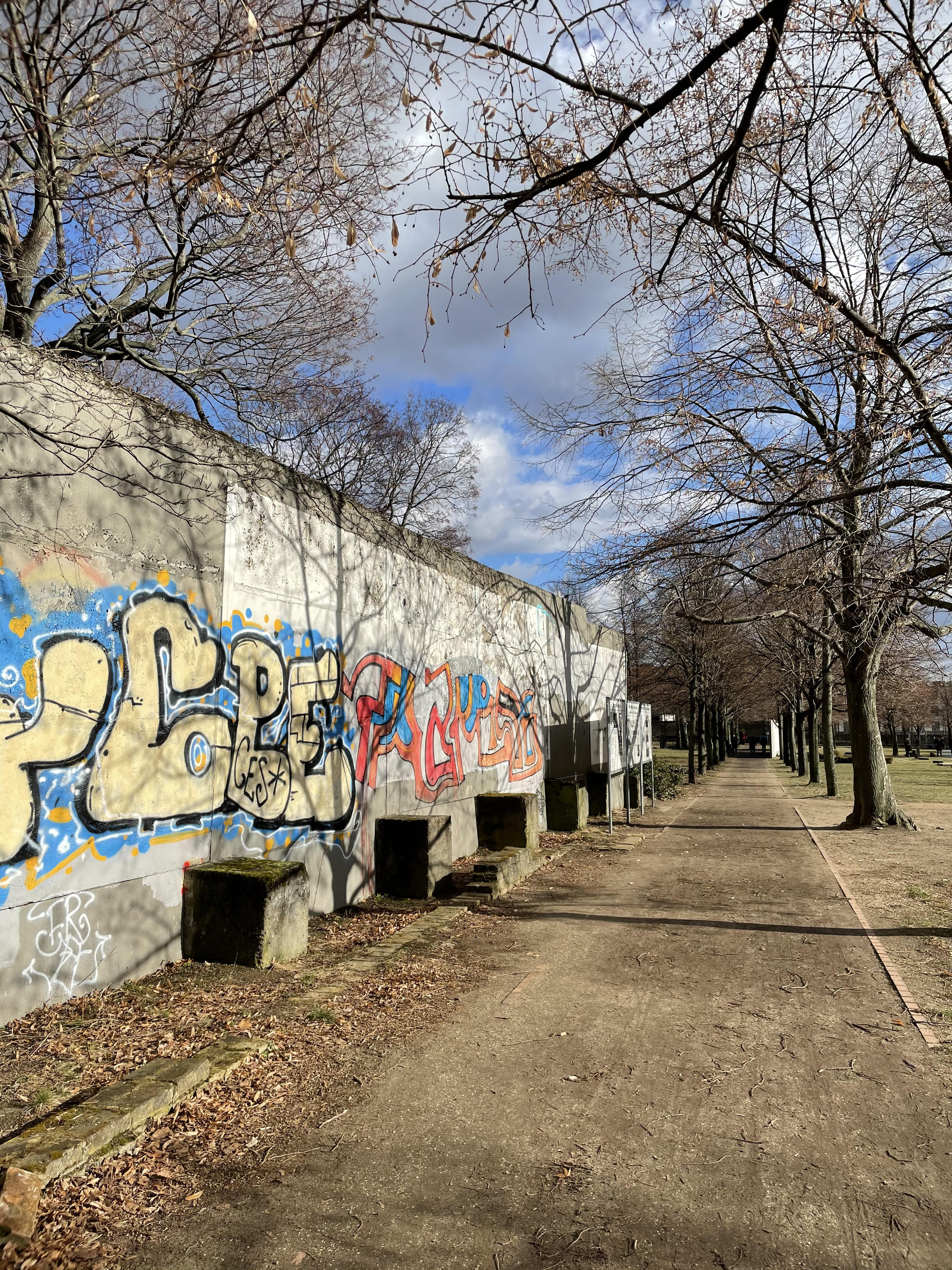
Überreste des Grenzstreifens am Invalidenfriedhof
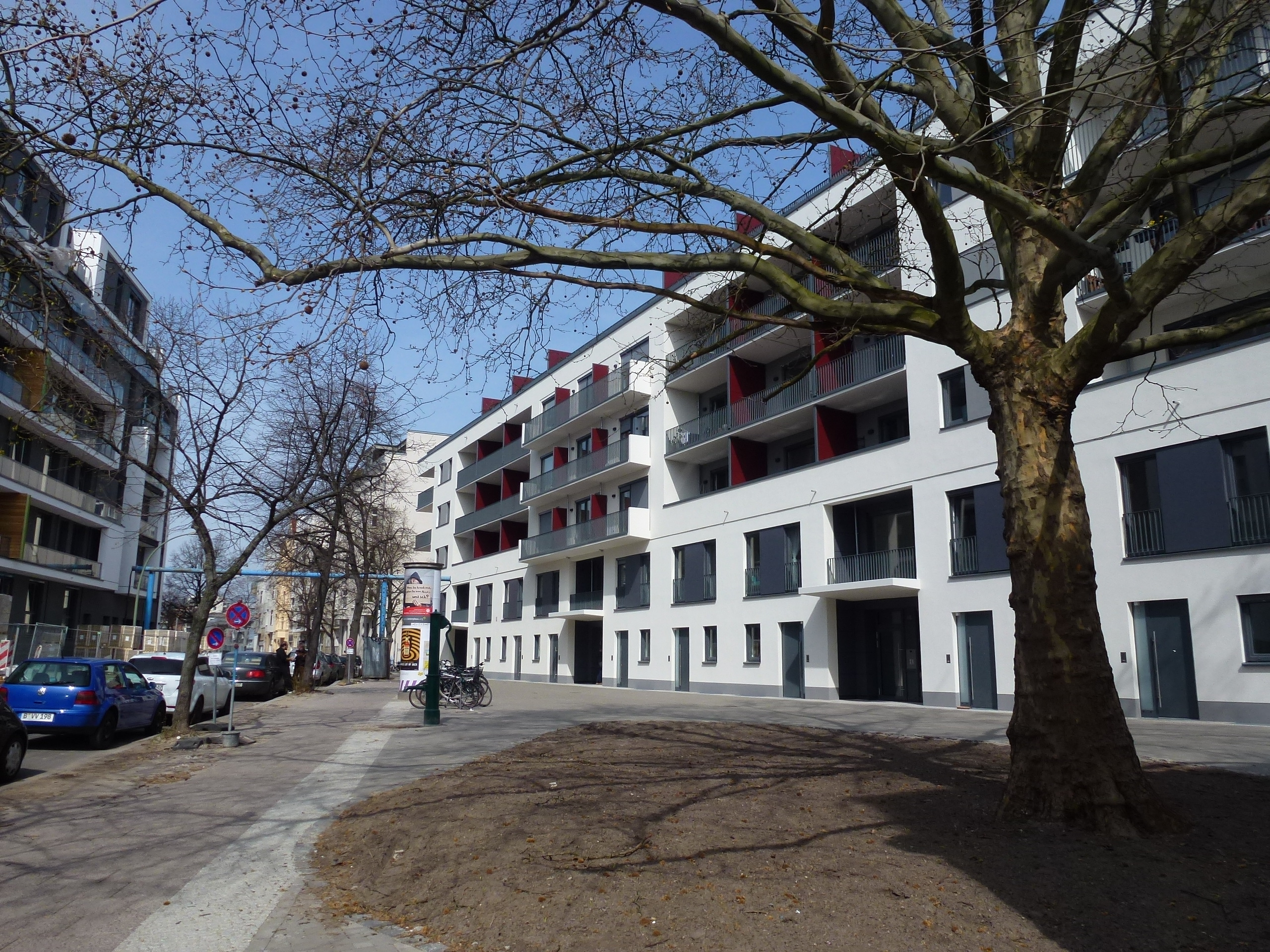
Neubauten an der Scharnhorststraße
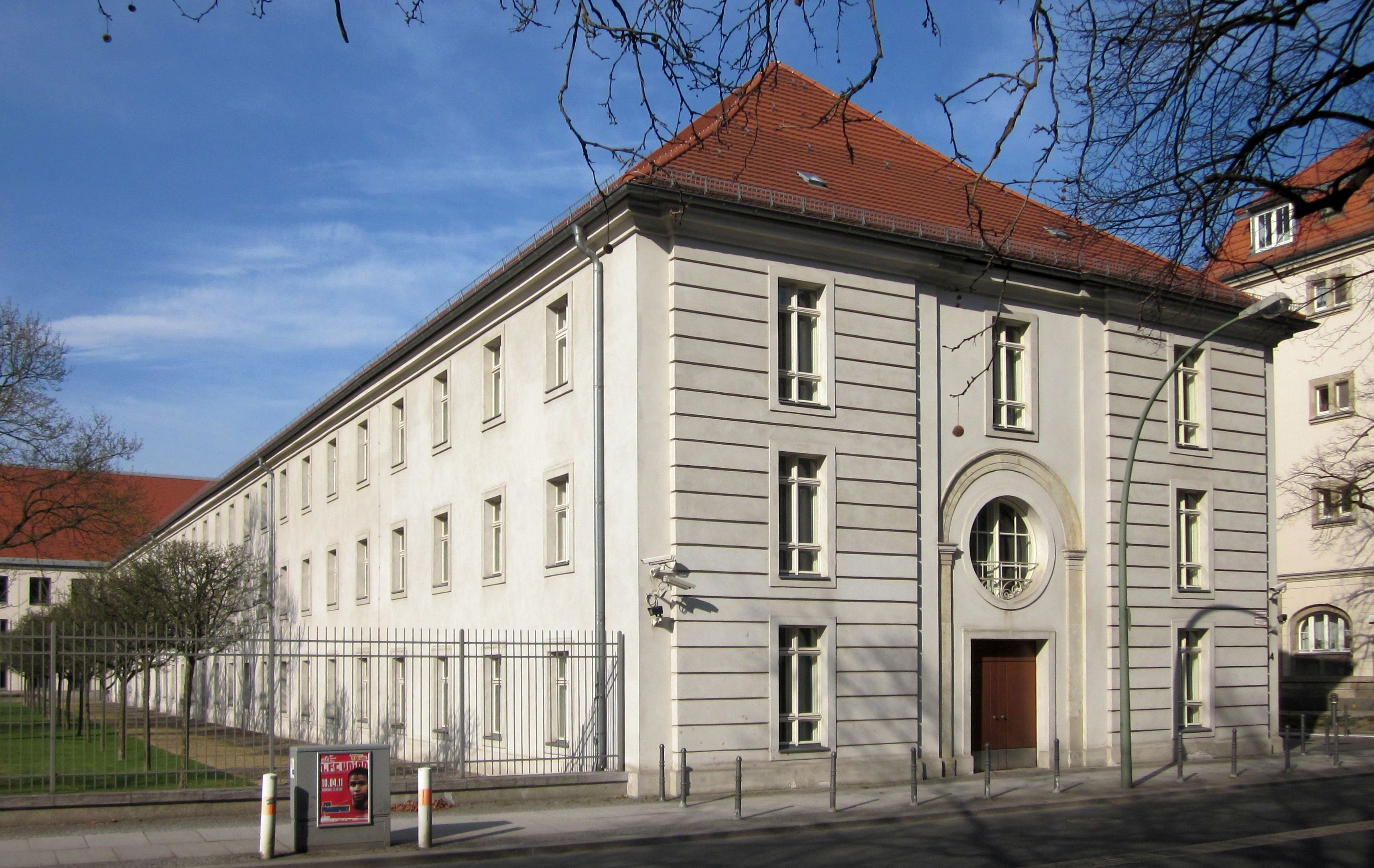
Invalidenhaus (BMWi)
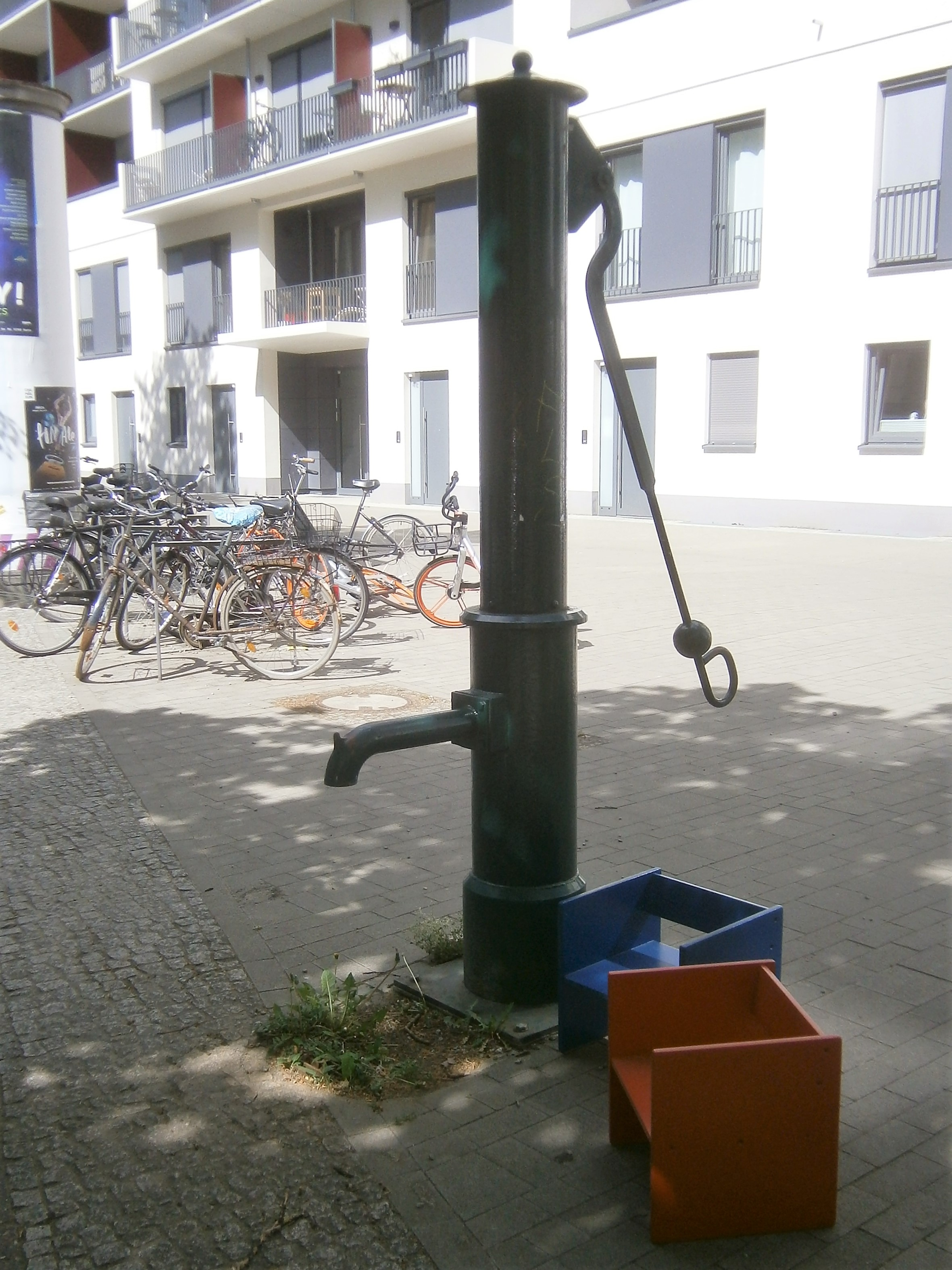
Brunnen an der Scharnhorststraße